# Storie di seduzione
Pour plus de détails, voir Fiche technique et Distribution.
Storie di seduzione est un film dramatique italien réalisé par Antonio Maria Magro et sorti en 1995.
Le film est dédié à Tonino Guerra et a été tourné dans les lieux qui lui étaient chers (tous dans la vallée du Marecchia) et, surtout, dans le monde de la radio et de la prose radiophonique.

## Fiche technique
- Titre original : Storie di seduzione[1],[2],[3]
- Réalisation : Antonio Maria Magro
- Scénario : Luciano Torrelli, Carlo Raspollini
- Photographie : Cristiano Pogany
- Montage : Antonio Maria Magro
- Musique : Roby Facchinetti
- Décors : Arturo Andreoli
- Production : Carla Finelli
- Sociétés de production : Europe's Lamp Productions
- Pays de production :  Italie
- Langue originale : italien
- Format : couleurs par Panacolor - Son stéréo Dolby Digital
- Genre : film dramatique
- Durée : 120 minutes
- Dates de sortie : 
  - Italie : 1995

## Distribution
- Florence Guérin : Diana Della Valle
- Carroll Baker : Francesca, la mère de Diana
- Walter Maestosi : le père de Diana
- Marina Suma : Alessandra
- Giancarlo Dettori : critique d'art
- Antonio Maria Magro : Manfredi
- Oreste Lionello : policier
- Teresio Ricciotti : Marco
- Paolo Santangelo : député Chiari
- Ketty Citterio : secrétaire du député